# Оттава (округ, Оклахома)
Шаблон:StateAbbr_ 36°50′ пн. ш. 94°49′ зх. д. / 36.84° пн. ш. 94.81° зх. д.
Округ  Оттава (англ. Ottawa County) — округ (графство) у штаті  Оклахома, США. Ідентифікатор округу 40115.

## Історія
Округ утворений 1907 року.

## Демографія
За даними перепису 
2000 року 
загальне населення округу становило 33194 осіб, зокрема міського населення було 16852, а сільського — 16342.
Серед мешканців округу чоловіків було 16109, а жінок — 17085. В окрузі було 12984 домогосподарства, 9121 родин, які мешкали в 14842 будинках.
Середній розмір родини становив 2,98.
Віковий розподіл населення поданий у таблиці:
| Стать    | До 15 років | 15-21 | 22-29 | 30-39 | 40-49 | 50-65 | 65-85 | Понад 85 |
| -------- | ----------- | ----- | ----- | ----- | ----- | ----- | ----- | -------- |
| Чоловіки | 3618        | 1932  | 1516  | 2040  | 2073  | 2598  | 2156  | 176      |
| Жінки    | 3388        | 1703  | 1491  | 2153  | 2193  | 2888  | 2869  | 400      |

## Суміжні округи
- Черокі, Канзас — північ
- Ньютон, Міссурі — схід
- Макдональд, Міссурі — південний схід
- Делавер — південь
- Крейг — захід

## Виноски
1. ↑  U.S. Decennial Census. United States Census Bureau. Процитовано 21 лютого 2015.
2. ↑  Historical Census Browser. University of Virginia Library. Архів оригіналу за 30 травня 2019. Процитовано 21 лютого 2015.
3. ↑  Forstall, Richard L., ред. (27 березня 1995). Population of Counties by Decennial Census: 1900 to 1990. United States Census Bureau. Процитовано 21 лютого 2015.
4. ↑  Census 2000 PHC-T-4. Ranking Tables for Counties: 1990 and 2000 (PDF). United States Census Bureau. 2 квітня 2001. Процитовано 21 лютого 2015.
5. ↑  State & County QuickFacts. United States Census Bureau. Архів оригіналу за 6 червня 2011. Процитовано 12 листопада 2013.(англ.) Наведено за англійською вікіпедією.
6. ↑  American FactFinder. Бюро перепису населення США. Архів оригіналу за 26 лютого 2012. Процитовано 31 січня 2008.

| США | Це незавершена стаття з географії США. Ви можете допомогти проєкту, виправивши або дописавши її. |